# Jeepers Creepers 2
Jeepers Creepers 2 (no Brasil, Olhos Famintos 2; em Portugal, Jeepers Creepers 2) (também conhecido como Jeepers Creepers II)  é um filme americano de terror lançado em 2003, escrito e dirigido por Victor Salva. Produzido pela American Zoetrope, Capitol Films e Myriad Pictures, foi distribuído pela United Artists, uma divisão da Metro-Goldwyn-Mayer. Contou com a produção executiva de Francis Ford Coppola. É a sequência de Jeepers Creepers e a trama de seu enredo se desenvolve alguns dias após os eventos deste, centrando-se em um fazendeiro obcecado em capturar o demônio alado conhecido como Creeper, o qual ataca uma equipe de basquetebol isolada em um ônibus escolar no meio de uma estrada. Os papéis principais são interpretados por Ray Wise e Jonathan Breck, que retorna como a criatura demoníaca.
Arrecadou mais de 63 milhões de dólares mundialmente, um faturamento ligeiramente superior ao do primeiro filme. Dividiu opiniões da crítica especializada, com alguns críticos o considerando superior ao antecessor, ao passo que outros avaliaram negativamente seus personagens, enredo e diálogos, ressaltando a ausência de "sustos" e "humor" presentes no original. O longa-metragem foi seguido por Jeepers Creepers 3, que recebeu lançamento limitado nos cinemas em 2017, catorze anos depois do segundo filme.

## Enredo
Alguns dias após os eventos do primeiro filme, a abominável criatura conhecida como "Creeper", que perseguiu os irmãos Trish e Darry Jenner, está no vigésimo segundo dia de seu ritual de alimentação. Disfarçado de espantalho em um milharal no interior dos Estados Unidos, ele sequestra o jovem Billy Taggart na frente de seu pai Jack e de seu irmão mais velho, Jack Jr. No dia seguinte, um ônibus escolar que transporta uma equipe de basquetebol, líderes de torcida e técnicos fica parado no meio da estrada, depois de ter um dos pneus atingido por uma shuriken feita à mão a partir de fragmentos de ossos.
A líder de torcida Minxie Hayes tem uma visão de Billy e Darry, que tentam alertá-la sobre o Creeper. Nesse momento, outro pneu estoura e o ônibus para definitivamente. Todos saem do veículo para pedir ajuda, mas a criatura captura a motorista Betty Borman e os treinadores Charlie Hanna e Dwayne Barnes. Ao retornar, o monstro escolhe vários jovens como presas, entre eles Scott Braddock, Dante Belasco, Jake Spencer, Andy "Bucky" Buck e Deaundre "Double D" Davis. Minxie tem outra visão, na qual Darry revela que o Creeper emerge a cada 23 anos e durante 23 dias se alimenta de carne humana, e ela informa isso ao restante do grupo.
Depois de ouvir vários relatórios policiais, os Taggarts saem à caça do Creeper e logo fazem contato via rádio com o ônibus escolar. A criatura ataca Bucky, mas Rhonda perfura a cabeça do monstro com uma barra de ferro e ele vai embora por algum tempo. Em seguida, despenca, desfalecido, sobre o veículo. Uma das asas do monstro vai parar dentro do ônibus, e todos são forçados a passar por baixo dela. Quando chega a vez de Dante, a asa o agarra e, em seguida, ele é decapitado. O Creeper arranca a própria cabeça e a substitui pela de Dante. Os estudantes decidem deixar o ônibus para encontrar ajuda, mas a criatura retorna e os persegue em um campo, onde mata Jake e leva Scott.
Taggart chega ao ônibus e ataca o Creeper com um arpão caseiro, no momento em que ele atacava Bucky novamente. O Creeper luta contra Taggart e consegue escapar depois de virar o ônibus. Rhonda, Izzy Cohen e Double D encontram uma caminhonete e tentam escapar, mas a criatura torna a persegui-los. Izzy empurra Rhonda para fora da caminhonete e então causa a colisão do veículo, ferindo tanto Double D quanto o Creeper, o qual perde um braço, uma perna e uma asa. Izzy consegue sair dos destroços antes de a caminhonete explodir. O Creeper alcança Double D, mas Taggart aparece, arpoa o monstro na cabeça e o esfaqueia no peito repetidamente. Entretanto, antes de morrer, a criatura entra em estado de hibernação.
Vinte e três anos depois, um grupo de adolescentes chega à fazenda dos Taggart, onde o Creeper se tornou uma espécie de atração turística chamada "Criatura do Inferno", confinada em um celeiro. Eles se deparam com Jack, agora idoso, ao lado de seu arpão, observando a carcaça do monstro. Quando os jovens perguntam se Taggart está à espera de algo, ele olha para o Creeper e diz: "daqui a uns três dias, um dia a mais, um dia a menos".

## Elenco
Na ordem dos créditos finais:
- Ray Wise interpretou Jack Taggart, um fazendeiro taciturno pai de Jack Jr. e Billy. Após o sequestro deste último pelo Creeper, torna-se obcecado pela ideia de capturar o monstro, constrói um arpão caseiro na caçamba de sua caminhonete e sai à caça do ser demoníaco.[7][9][14]
- Jonathan Breck interpretou o Creeper, um terrível demônio alado que sai do estado de hibernação a cada 23 anos e durante 23 dias se alimenta de carne humana.[7][14]
- Garikayi Mutambirwa interpretou Deaundre "Double D" Davis, estudante afro-americano e jogador de basquete da equipe Bannon. Junto de seus colegas e treinadores, está viajando em um ônibus escolar ao longo de uma remota estrada. Confronta Scott e sua atitude, enquanto tenta sobreviver ao ataque do Creeper.[14][15]
- Eric Nenninger interpretou Scott Braddock, líder da equipe Bannon. Homofóbico e possivelmente racista, está preocupado apenas consigo mesmo e não gosta de Izzy por achar que este é gay. Ele incita a separação do grupo, dividindo os ocupantes do ônibus em duas classes: a que virou presa do monstro e a que foi rejeitada.[9][15]
- Nicki Aycox interpretou Minxie Hayes, líder de torcida da equipe Bannon. Inexplicavelmente, ela começa a ter experiências psíquicas através das quais descobre as intenções do Creeper.[14][15]
- Travis Schiffner interpretou Izzy Bohen, repórter do jornal da escola. Devido a sua suposta homossexualidade, a qual não fica explícita, sofre com brincadeiras e perguntas indiscretas de seus colegas.[14][9]
- Lena Cardwell interpretou Chelsea Farmer, líder de torcida afro-americana e uma das sobreviventes da perseguição perpetrada pelo Creeper.[16]
- Billy Aaron Brown interpretou Andy "Bucky" Buck, estudante nerd assistente dos jogadores. Tenta pedir ajuda pelo rádio quando o ônibus é atacado pelo Creeper.[14][17]
- Marieh Delfino interpretou Rhonda Truitt, líder de torcida e namorada de Scott.[9]
- Diane Delano interpretou Betty Borman, a motorista do ônibus escolar.[18]
- Thom Gossom Jr. interpretou Charlie Hanna, um dos treinadores da equipe Bannon.[18]
- Tom Tarantini interpretou Dwayne Barnes, outro treinador da equipe.[18]
- Al Santos interpretou Dante Belasco, jogador da equipe Bannon e escolhido como uma das presas pelo Creeper.[9]
- Josh Hammond interpretou Jake Spencer, outro jogador escolhido pelo monstro como presa.[9]
- Kasan Butcher interpretou Kimball "Big K" Ward, outro jogador da equipe.[16]
- Drew Tyler Bell interpretou Jonny Young, o jogador mais jovem do time. Fraco e egoísta, fica para trás quando o grupo decide deixar o ônibus. Ele tranca as portas do veículo e fica paralisado de medo, recusando-se a deixar os colegas entrarem no momento em que estes, perseguidos pelo Creeper, tentam retornar ao ônibus.
- Luke Edwards interpretou Jack Taggart Jr., filho mais velho de Taggart, que acompanha o pai durante a caça à criatura.[15]
- Shaun Fleming interpretou Billy Taggart, filho mais novo de Jack, capturado pelo Creeper enquanto trabalhava no milharal da fazenda.[7]
- Justin Long interpretou Darry Jenner, personagem do primeiro filme, em participação especial. Desempenha importante papel ao aparecer nas visões de Minxie para alertá-la sobre o perigo que todos estão correndo.[14][9][8]

Somam-se ao elenco os seguintes atores, interpretando papéis menores: Bob Papenbrook (homem em uma perua), Jon Powell (Jack Jr. mais velho), Marshall Cook, Joe Reegan e Stephanie Denise Griffin (jovens que visitam a fazenda no final do filme).

## Recepção

### Bilheteria
O longa-metragem estreou em 3 124 cinemas da América do Norte e obteve uma receita bruta doméstica de 35 667 218 dólares. Internacionalmente, arrecadou 27 435 448 dólares, totalizando um faturamento mundial de 63 102 666 dólares, ligeiramente superior ao do primeiro filme.
Ultrapassou seu predecessor, Jeepers Creepers, tornando-se o novo recordista nas bilheterias de estreia do fim de semana do Labor Day e manteve esse recorde até 2005, quando perdeu o posto para Transporter 2. Em 2015, Jeepers Creepers 2 ainda ocupava o quinto lugar em bilheteria no fim de semana do referido feriado, bem como o primeiro filme ainda estava na sétima posição. Considerando-se apenas filmes estreados antes desse feriado, Jeepers Creepers 2 detém o nono lugar entre as produções lançadas após o fim de semana de quatro dias do Labor Day de 2015.

### Crítica
No website Rotten Tomatoes, que reúne avaliações de críticos profissionais, o filme recebeu 23% de revisões positivas, o que corresponde a uma classificação média de 4,2/10. O consenso do site afirma: "Jeepers Creepers 2 é um filme feito com competência, mas não tem os sustos do original." O Metacritic, por sua vez, atribuiu uma pontuação de 36/100 ao longa-metragem, com base em 29 revisões de críticos convencionais. O público que contribui com o site de pesquisa de mercado CinemaScore atribuiu ai filme uma nota média "C+" em uma escala que vai de A+ a F.
Em crítica publicada na Variety, Andy Klein escreveu: "Poucas coisas são mais assustadoras do que a sequência de um filme ruim, entretanto, de fato, Jeepers Creepers 2 é substancialmente melhor que seu antecessor, embora esteja estritamente dentro dos limites bem definidos do gênero." Ao The Hollywood Reporter, Michael Rechtshaffen escreveu: "A sequência deixou os arrepios assustadores, mas falta um pouco mais de sustos." Escrevendo para o Chicago Sun-Times, Roger Ebert atribuiu uma de quatro estrelas ao filme e afirmou: "Jeepers Creepers 2, de Victor Silva, nos fornece uma criatura de primeira classe, uma história de quarta categoria e diálogos possivelmente criados ao se alimentar o roteiro em um fabricante de massas."
No The New York Times, Dave Kehr escreveu que a criatura carece de personalidade quando o conceito é reformulado em uma série de filmes. Em crítica publicada no Los Angeles Times, Gene Seymour escreveu que a sequência não tem o humor do primeiro filme e os protagonistas adolescentes são irritantes demais para atrair grande parte da simpatia do público. No entanto, o crítico elogiou o desempenho de Ray Wise. Ao The A.V. Club, Nathan Rabin escreveu uma resenha positiva, na qual enfatizou que o filme é um exemplo de "continuação rara que não é apenas maior do que seu antecessor, mas também melhor."

## Obra citada
- Salva, Victor (16 de fevereiro de 2002). «Like a Bat Out of Hell: Jeepers Creepers II» (PDF). HorrorLair (em inglês). Roteiro original do filme. 104 páginas. Consultado em 2 de março de 2019. Cópia arquivada (PDF) em 14 de março de 2016